# Église unie du Canada

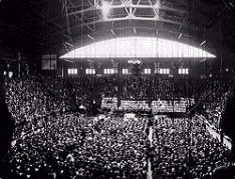
Culte d'inauguration à la Mutual Street Arena de Toronto

L'Église unie du Canada ou EUC (en anglais : United Church of Canada ou UCC) est une Église protestante canadienne. En termes de personnes affiliées, elle est la deuxième Église du Canada, après l'Église catholique romaine, et la première Église protestante. Étant issue de l'union de différentes dénominations, elle appartient à la fois au courant méthodiste et au courant calviniste (Églises réformées). Principalement anglophone, l'Église applique un standard de bilinguisme anglais-français « fonctionnel et pratique ».

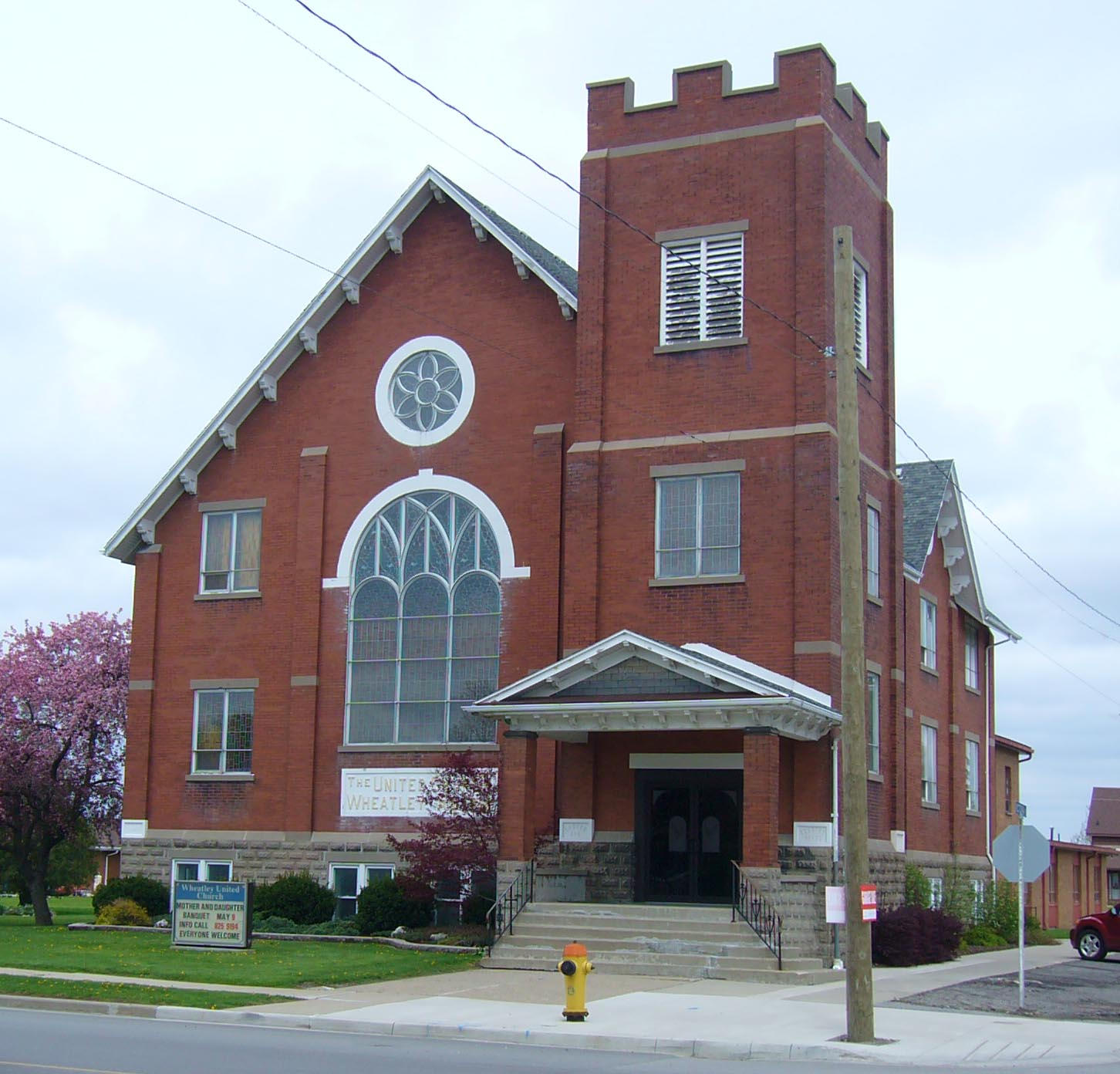
Wheatley United Church en Ontario

Selon le recensement de 2011, il y a 2,0 millions de Canadiens qui disent appartenir à cette Église et 121 000 personnes assistent à ses cultes du dimanche. L'Église unie est présente dans toutes les provinces et territoires canadiens ainsi qu'aux Bermudes.

## Histoire
Le 10 juin 1925, à Toronto, l'Église unie du Canada naît de la fusion de quatre Églises protestantes : une méthodiste, deux calvinistes (réformées) et une regroupant plusieurs courants. Il s'agit de l'Église méthodiste (Canada), de 70 % des paroisses de l'Église presbytérienne du Canada, de l'Union congrégationaliste du Canada, de moindre importance démographique, mais historiquement très dominante dans le protestantisme évangélique, et du Conseil général des Églises d'union locale, regroupant lui aussi un petit nombre de membres,. La fusion s'applique également à Terre-Neuve, alors indépendante du Canada. 
À la fondation, le document nommé Les bases de l'union est adopté et définit alors la doctrine et l'ecclésiologie de l'Église unie. Il contient 20 articles doctrinaux, inspirés de la Brève déclaration de la foi réformée, publiée en 1905 par l'Église presbytérienne aux États-Unis, et de Les articles de la foi de l'Église presbytérienne d'Angleterre (en), datant de 1890. Cependant, les mentions concernant l'inerrance biblique et la prédestination ne sont pas retenues. Étant basés sur des textes presbytériens, les 20 articles de doctrine figurant dans Les bases de l'union n'incluent pas les points de théologie spécifiquement méthodistes comme l'entière sanctification ni les concepts arminiens. Tous ces éléments sont relégués à la catégorie des adiaphorons. La structure ecclésiale choisie est celle des presbytériens : le système consistorial synodal, voie médiane entre la structure plus hiérarchisée et centralisée du connexionalisme (en) méthodiste, proche du système épiscopal, et la structure congrégationaliste, davantage égalitariste et décentralisée.
D'année en année, plusieurs paroisses indépendantes et d'autres petites Églises fusionnent à l'Église unie du Canada, tel que le Synode de l'Église méthodiste wesleyenne des Bermudes en 1930.
À partir de 1943, de longs pourparlers sont engagés avec l'Église anglicane du Canada dans le but de joindre les deux institutions. En 1969, avec l'ajout de l'Église chrétienne des disciples du Christ dans les négociations de fusions, une commission générale est créée pour mener à terme le projet. En 1972, un projet d'union est mis sur pied. Il est finalement rejeté par les anglicans en 1975 et par les disciples du Christ en 1984.
L'Église unie du Canada détient de nombreux fonds d'archives dont plusieurs sont conservés dans les centres de Bibliothèque et Archives nationales du Québec.

## Évolution théologique
Se basant sur le principe protestant de l'Ecclesia reformata semper reformanda ainsi que sur les principes de la raison et de l'expérience du quadrilatère wesleyen (en), l'Église unie du Canada a graduellement adopté plusieurs positions progressistes au cours de son histoire, en particulier concernant la sexualité et le genre : 
- Début des années 1930 : acceptation de la contraception[10];
- 1936 : ordination pastorale des femmes célibataires[11];
- 1964 : ordination pastorale des femmes mariées[12];
- 1966 : échec du mariage comme condition suffisante pour le divorce[12];
- 1971 : position pro-choix par rapport à l'avortement[13];
- 1988 : acceptation des membres homosexuels et ordination de pasteurs homosexuels[14];

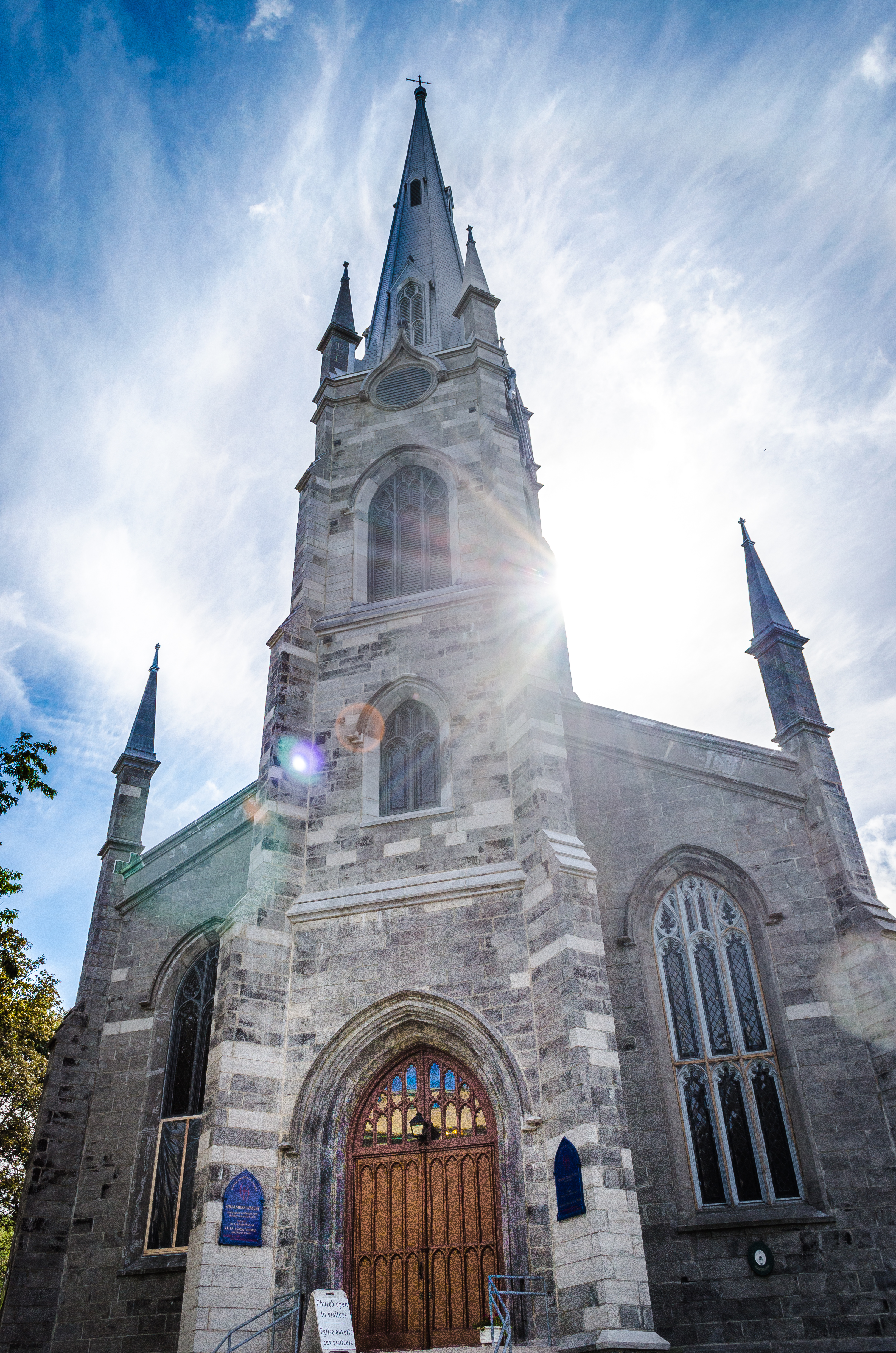
Ll’église Chalmers-Wesley sur 78, rue Sainte-Ursule, Haute-Ville du Vieux-Québec. Elle se caractérise par son architecture de style néogothique.

- 1993 : mariages homosexuels[15].

## Positions

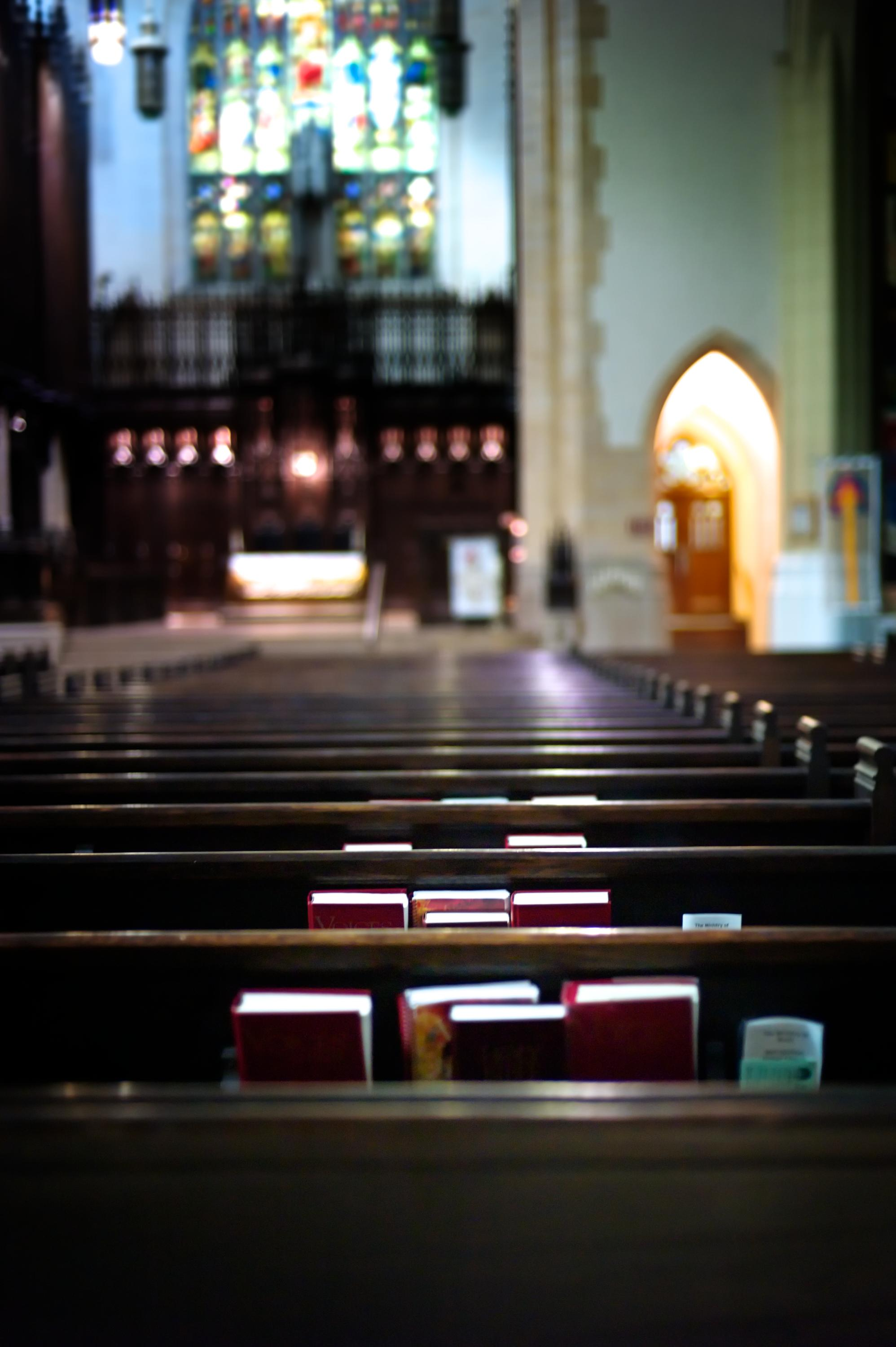
Bancs et intérieur de la Metropolitain United Church de Toronto.

L'Église unie du Canada se fonde principalement sur la foi en Dieu par Jésus-Christ, ainsi que sur le témoignage rendu par la Bible, à la lumière de la Réforme protestante, des sciences humaines et du contexte actuel. Mais en cela, elle a quand même des interprétations et compréhensions différentes des celles des autres Églises chrétiennes et une pratique de la foi chrétienne distincte des autres Églises protestantes. Par exemple, elle affirme comme l'Église catholique que, lorsqu'un passage de livre de la Bible est qualifié de « parole de Dieu », il ne s'agit pas de la parole littérale de Dieu, mais cela signifie plutôt que son auteur était inspiré par Dieu,.
L'institution religieuse est aussi remarquable par son appui à divers enjeux mondiaux, telles que la lutte contre le réchauffement climatique et la protection de l'environnement, ainsi qu'à différentes causes de justice sociale comme que le droit à l'avortement, la redistribution des richesses, l'égalité des sexes et les droits LGBT. Les Églises unies peuvent célébrer des mariages entre conjoints de même sexe et des mariages entre personnes divorcées,. L'ouverture et l'inclusivité sont des valeurs importantes pour l'Église. En effet, elle ouvre ses portes à tout le monde, peu importe son état civil, sa race, son orientation sexuelle, etc.,. De plus, les pasteurs et les diacres peuvent être tant des hommes que des femmes et être en couple hétérosexuel ou homosexuel,.
Même si le protestantisme évangélique s'est, sur le plan politique et théologique, tourné vers la droite conservatrice (particulièrement aux États-Unis), l'Église unie a maintenu une position très libérale, spécialement sur ses vues à propos des droits des femmes et des minorités, ainsi que dans ses relations avec l'ensemble de l'Église chrétienne.
Engagée dans l'œcuménisme, l'Église unie du Canada se dit unificatrice et rejette une interprétation doctrinale des Écritures. À partir de 1990, celle-ci a officiellement accepté que les homosexuels puissent être pasteurs et puissent vivre publiquement en union stable avec leur conjoint ou conjointe. Elle affirme que tous les êtres humains ont été créés à l'image de Dieu, peu importe leur orientation sexuelle. En 1993, l'Église unie accepte de célébrer des mariages homosexuels. Chaque paroisse reste néanmoins individuellement libre de décider si elle accepte ou non d'unir un couple de même sexe. En acceptant le mariage homosexuel, l'Église souhaite promouvoir l'amour, l'engagement, la fidélité ainsi que la sainteté du mariage parmi la communauté LGBT. Elle a aussi pris position en faveur du mariage entre personnes de même sexe lors du débat qui a mené à la légalisation du mariage homosexuel au Canada en 2005.